# Теорема Блоха (комплексный анализ)
Теорема Блоха (комплексный анализ) — теорема о свойствах голоморфных функций. Теорема Блоха используется при доказательстве теоремы Ландау.

## Формулировка
Какова бы ни была функция семейства {\displaystyle w=F(z)=z+a_{2}z^{2}+...}, голоморфная при {\displaystyle |z|\leqslant R}, существует круг плоскости {\displaystyle w} с центром в некоторой точке, который взаимно однозначно отображается на некоторую область, лежащую внутри {\displaystyle |z|<R}. Радиус этого круга не зависит от функции, то есть является зависящим только от {\displaystyle R}.